# Gustavo Eustache
Gustavo Alain Eustache Soteldo (c. 1981) es un político venezolano. Habiendo emigrado a Estados Unidos y después a España, Eustache después se afiliaría en el Partido Popular español, sirviendo como presidente del Foro de Inmigración, secretario ejecutivo de Nuevos Madrileños y candidato por el partido en las elecciones municipales de 2019 y en las autonómicas de 2023. Eustache fue electo en 2023 como diputado para la Asamblea de Madrid.

## Carrera
Eustache emigró a Estados Unidos a los doce años, en los años '90, donde trabajó sin documentos limpiando suelos edificios en Columbus, Ohio. Posteriormente estudió en una escuela pública, donde obtuvo becas y ayudas de la comunidad. Llegó a España a los diecinueve años, en el año 2000, donde ha residido en Galicia y en Madrid, donde se trasladó en 2010. En Madrid trabajó en diversos oficios, incluyendo cantante de reguetón, empleado de hostelería, vendedor de planes de pensiones, ejecutivo de empresas de consultoría y técnico en informática, esta última relacionada con su carrera, en algunos casos como autónomo.
En julio de 2015, Gustavo constituyó en Madrid una consultora del ámbito petrolero, Petroil Energy SL, donde figuraba como «administrador solidario» o «presidente ejecutivo-CEO». Un reportaje del portal periodístico Armando.info publicó que el mismo año la empresa le concedería un poder a José Trinidad Márquez, un estafador serial venezolano. Armando.info detalla que se desconoce si Eustache tenía conocimiento o no sobre las actividades de Márquez. En julio de 2016, Márquez expulsaría a Gustavo de Petroil Energy y reemplazaría la compañía bajo el nombre Coral Petroleum.
En el Partido Popular (PP), fue designado como presidente del Foro de Inmigración en 2018, su primer cargo en el partido y que ocupó por cuatro años, y se desempeñó como secretario ejecutivo de Nuevos Madrileños, una secretaría creada recientemente. Gustavo fue candidato por el PP como concejal para el ayuntamiento de Madrid en las elecciones municipales de España de 2019, siendo el número 32 por el voto lista, y volvió a ser candidato como diputado para la comunidad de Madrid en las elecciones autonómicas de 2023, siendo el número 56 por el voto lista y resultando electo.

## Vida personal
Eustache es hijo de padres españoles, y tiene nacionalidad española por su familia materna. Está casado con una gallega, y su suegro fue concejal de urbanismo en el ayuntamiento de Orense.